# Abraçaço
Abraçaço è un album del cantante, cantautore e chitarrista brasiliano Caetano Veloso, pubblicato nel 2012 con l'etichetta Universal Records.
Nel novembre 2013, l'album ha vinto il Latin Grammy come miglior album di cantautori. La canzone Um Abraçaço è stata anche nominata per "Record of the Year", "Song of the Year" e "Latin Grammy Award" per la migliore canzone brasiliana. L'anno seguente, una versione live della canzone A Bossa Nova é Foda è stata nominata per il Latin Grammy della canzone dell'anno 2014 e la migliore canzone brasiliana.
L'album è stato eletto miglior album brasiliano del 2012 da Rolling Stone Brasil e A Bossa Nova é Foda è stato considerato dalla stessa rivista come il terzo miglior brano brasiliano dello stesso anno.

## Tracce
1. A Bossa Nova É Foda – 3:54
2. Um Abraçaço – 3:50
3. Estou Triste – 5:13
4. O Império da Lei – 4:07
5. Quero Ser Justo – 3:52
6. Um Comunista – 8:33
7. Funk Melódico – 4:38
8. Vinco – 5:40
9. Quando o Galo Cantou – 3:46
10. Parabéns – 3:06
11. Gayana – 4:25